# بروتيتيراس ناراكانا
بروتيتيراس ناراكانا (بالإنجليزية: Proteoteras naracana) هي نوع من العثث ينتمي إلى فصيلة العثة القشرية (Tortricidae). وصفها لأول مرة عالم الحشرات الأمريكي ويليام دنكان كيرتشل سنة 1907.

## التوزيع
تم تسجيل هذا النوع في أمريكا الشمالية، خصوصًا في الولايات المتحدة، حيث وُجد في ولايات مثل إلينوي وأوهايو وبنسلفانيا، ضمن المناطق التي تتوافر فيها النباتات المضيفة له.

## الخصائص
مثل بقية أفراد جنسه، فإن يرقة **بروتيتيراس ناراكانا** تتغذى على النباتات الخشبية، وقد تم رصدها تتغذى على أنواع من القيقب (Acer spp.)، مما يجعلها أحيانًا هدفًا للبحث في السياقات البيئية والزراعية.

## وصلات خارجية
- BugGuide – معلومات عن Proteoteras naracana
- قاعدة بيانات NCBI – تصنيف النوع Proteoteras naracana